# Ignasi Mas

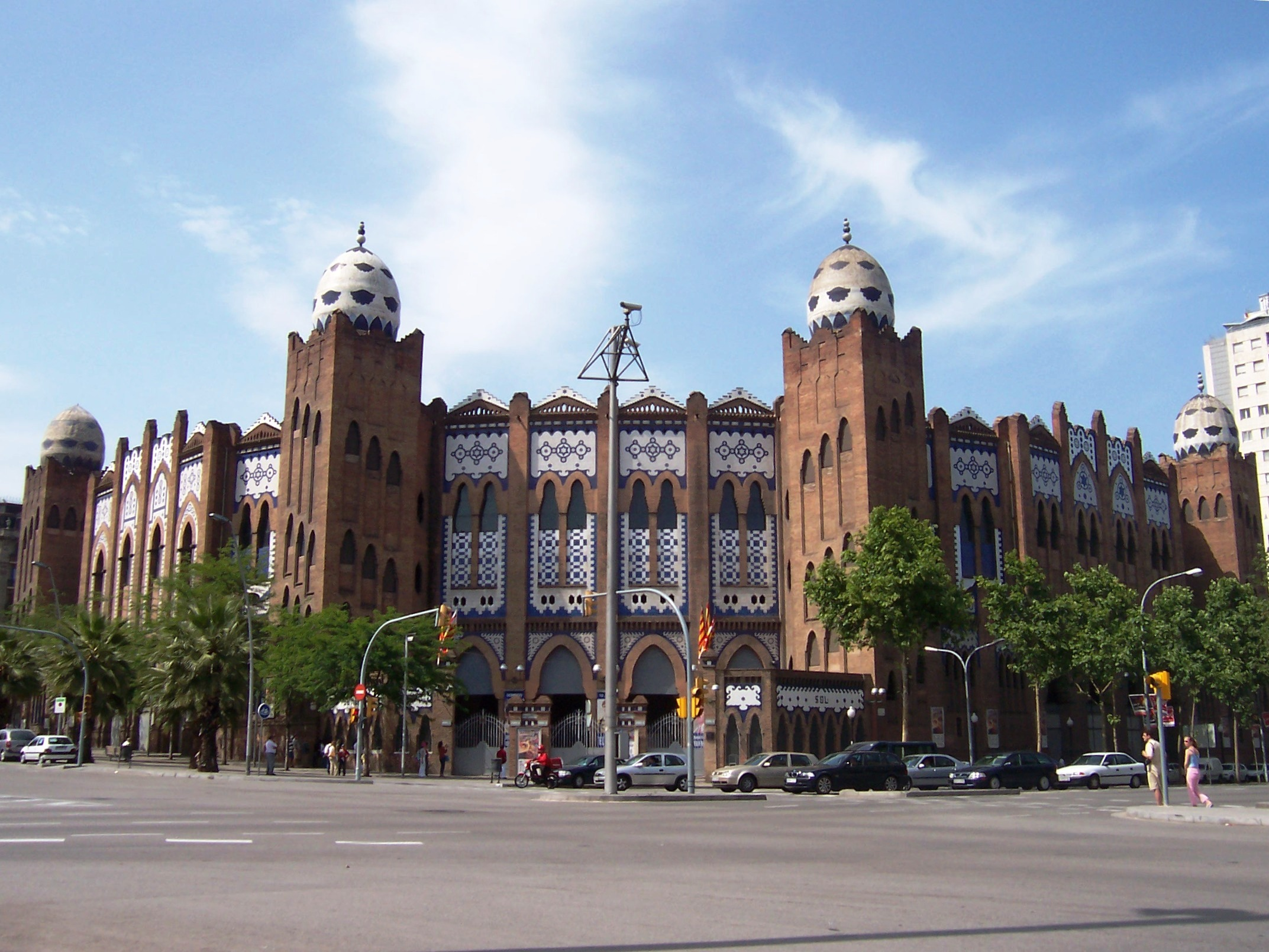
La plaza de toros Monumental en la actualidad

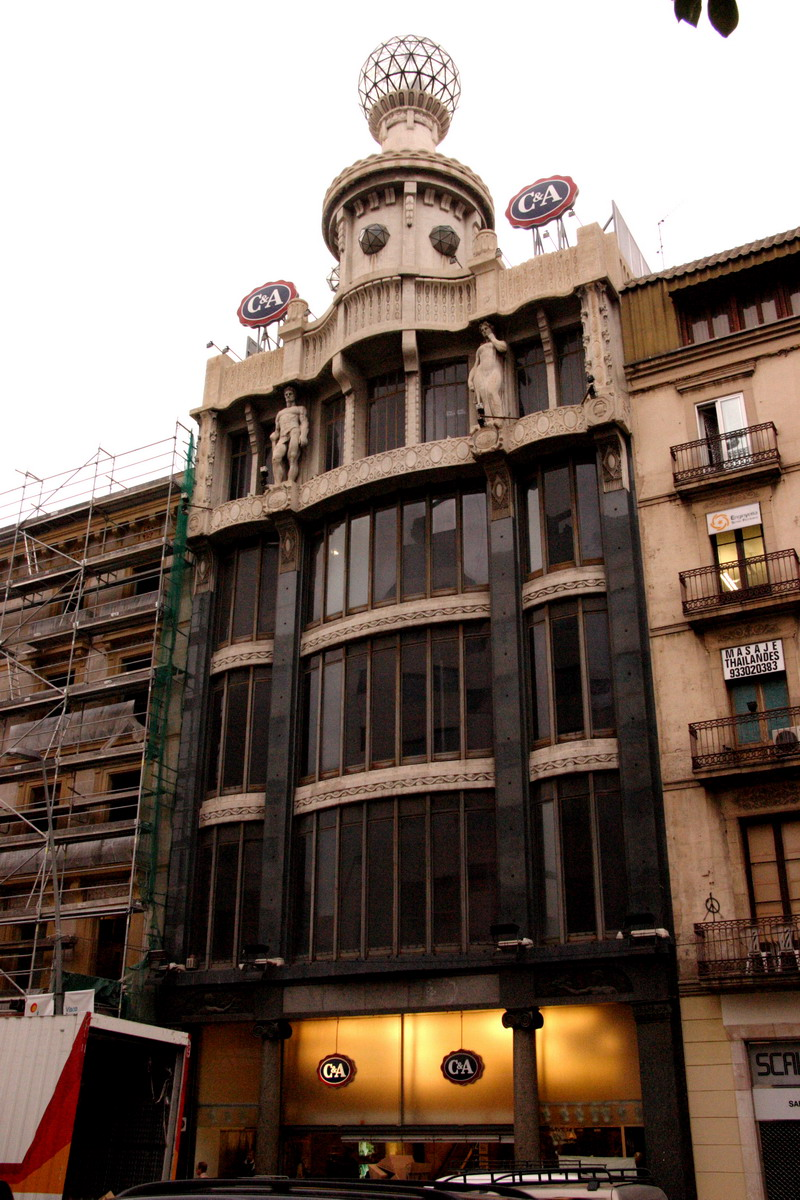
Almacenes Damians (1915). Los cambios de propiedad los han transformado mucho para adaptarlos al comercio.

Ignasi Mas i Morell (Barcelona, 1881 - 1953) fue un arquitecto modernista titulado en 1907. Arquitecto municipal de San Pol de Mar, donde realizó un gran número de edificios modernistas. Residió y trabajó también en La Habana.
En San Pol de Mar: (1910) casa Planiol, c / Abat Deas, 30 y las escuelas en la c / Santa Clara, 2
Panteó Planiol, Cementiri. (1943)
Masia Can Busquets, C/Herois Fragata Numancia s/n.
En San Juan Despí: (1910) casas Auriga, pg. Canalias, 6 y 8
En Sitges: (1912 - 1915) casa Carbonell "Casa de la Punxa», Cap de la Vila, 2
En Barcelona:
- (1915 - 1916) plaza de toros Monumental. Hace una ampliación sobre la obra original de Joaquim Raspall, añadiéndole la actual fachada.
- (1915) los Almacenes Damians (posteriormente "El Siglo", c / Pelayo, 54, hechos en colaboración con Lluís Homs y Eduard Ferrés i Puig
- (1929) Edificio David, (C/ Aribau, 230 - 240, Barcelona) edificio inspirado en la escuela de Chicago que albergó la flota de taxis de Barcelona así como la fábrica de los famosos coches David.

En Arenys de Mar (1925 - 1929) el mercado público.